# Обласні автомобільні шляхи Дніпропетровської області
Обласні автомобільні дороги Дніпропетровської області — автомобільні шляхи обласного значення, що проходять територією Криму України. Список включає усі дороги місцевого значення області, головним критерієм для визначення порядку слідування елементів є номер дороги у переліку.